# Ryjewo (gemeente)
De gemeente Ryjewo is een landgemeente in het Poolse woiwodschap Pommeren, in powiat Kwidzyński.
De gemeente bestaat uit 12 administratieve plaatsen solectwo: Barcice, Benowo, Borowy Młyn, Jałowiec, Jarzębina, Mątowskie Pastwiska, Pułkowice, Rudniki, Ryjewo, Straszewo, Trzciano, Watkowice
De zetel van de gemeente is in Ryjewo.
Op 30 juni 2004 telde de gemeente 5755 inwoners.

## Oppervlakte gegevens
In 2002 bedroeg de totale oppervlakte van gemeente Ryjewo 103,28 km², waarvan:
- agrarisch gebied: 63%
- bossen: 26%

De gemeente beslaat 12,37% van de totale oppervlakte van de powiat.

## Demografie
Stand op 30 juni 2004:
| Omschrijving                   | Totaal | Totaal | Vrouwen | Vrouwen | Mannen | Mannen |
| ------------------------------ | ------ | ------ | ------- | ------- | ------ | ------ |
| eenheid                        | aantal | %      | aantal  | %       | aantal | %      |
| inwoners                       | 5755   | 100    | 2751    | 47,8    | 3004   | 52,2   |
| bevolkingsdichtheid (inw./km²) | 55,7   | 55,7   | 26,6    | 26,6    | 29,1   | 29,1   |

In 2002 bedroeg het gemiddelde inkomen per inwoner 1458,7 zł.

## Aangrenzende gemeenten
Gniew, Kwidzyn, Mikołajki Pomorskie, Prabuty, Sztum